# Cerkiew św. Jana Teologa w Augustowie
Cerkiew pod wezwaniem św. Jana Teologa – prawosławna cerkiew parafialna w Augustowie koło Bielska Podlaskiego. Należy do dekanatu Bielsk Podlaski diecezji warszawsko-bielskiej Polskiego Autokefalicznego Kościoła Prawosławnego. 
Świątynia drewniana, wybudowana w latach 1870–1876 przez miejscowych parafian, pod kierownictwem Justyna Oniśkiewicza. Do budowy cerkwi użyto materiału z rozebranej cerkwi refektarzowej byłego monasteru św. Mikołaja w Bielsku Podlaskim. Poświęcona 26 września 1878. Konstrukcja wieńcowa, szalowana. Nawa w kształcie prostokąta. Od zachodu czworoboczna kruchta. W cerkwi barokowy ikonostas, bardzo rzadko spotykany na Podlasiu.
Cerkiew została ponownie poświęcona 5 czerwca 2014 (po ukończeniu generalnego remontu). Tego samego dnia w świątyni umieszczono napisaną na Białorusi ikonę św. Eufrozyny Połockiej (z cząstką relikwii).
Cerkiew wpisano do rejestru zabytków 16 lipca 2009 pod nr A-242.